# Emmanuele Del Vecchio
Emmanuele Del Vecchio (São Paulo, 24 de setembro de 1934 – Santos, 7 de outubro de 1995) foi futebolista ítalo-brasileiro que atuou como atacante.
Rápido, raçudo, técnico, com visão de jogo privilegiada e goleador implacável, atuou por grandes clubes do Brasil e da Itália, chegando inclusive a defender a Seleção Brasileira.

## Carreira

### Como jogador
Atuou nas categorias de base do Santos entre 1951 e 1953, onde foi campeão nas categorias infanto-juvenil, juvenil e amador, sendo foi promovido à equipe principal em 1953. Estreou contra o Bonsucesso, em amistoso realizado na Vila Belmiro no dia 21 de junho. Marcou seu primeiro gol como atleta profissional no dia 3 de outubro, numa vitória por 2–0 sobre o Comercial de São Paulo, no Estádio Parque Antártica, válida pelo Campeonato Paulista. Del Vecchio fez o segundo gol do Alvinegro, aos 37 minutos do segundo tempo. O outro foi marcado por Orlando Pingo de Ouro.
No ano seguinte o time santista realizou sua primeira excursão internacional, para a Argentina, e Del Vecchio teve a honra de marcar o primeiro gol do Santos em campos estrangeiros. Assinalou o gol do empate de 1–1 diante do Gymnasia y Esgrima, no Estádio Juan Carmelo Zerillo, em La Plata.
O atacante foi bicampeão do Campeonato Paulista nos anos de 1955 (nessa ocasião, foi artilheiro do campeonato, com 27 gols) e 1956, onde marcou 16 gols, dois deles na grande decisão diante do São Paulo. Era um dos principais jogadores do time ao lado de Pepe e Pagão. Poucos anos mais tarde, com a ascensão de Pelé, esse mesmo Santos viria a ser prestigiado no mundo inteiro e considerado por muitos como o maior escrete da história do futebol.
Com a camisa do Alvinegro Praiano, entre 1953 e 1957 (e, posteriormente, em 1965–66), Del Vecchio marcou 117 gols em 152 jogos, sendo o 20º artilheiro da história do clube.
Através do Santos, o jogador foi convocado para a Seleção Brasileira, onde atuou pela mesma em oito jogos, entre 1956 e 1957, marcando um gol contra a Seleção Portuguesa. Também esteve entre os selecionados para a disputa da Copa América, na edição do ano de 1956, que teve como anfitrião o Uruguai. Ainda pela Canarinho, venceu a Copa Roca no ano de 1957.
No dia 23 de julho de 1957, na Vila Belmiro, durante a partida contra o Benfica, Del Vecchio não participou, mas se envolveu na agressão ao radialista Ernani Franco da Rádio Atlântica, muito querido pela torcida santista e também muito amigo dos dirigentes santistas. Esse foi um dos motivos pelo qual o clube negociou sua saída para a equipe do Hellas Verona, da Itália.
Com a camisa do Verona, atuou durante a temporada de 1957–58. Nesse período, numa goleada por 5–3 contra a Sampdoria, o atacante brasileiro marcou cinco gols numa mesma partida — recorde de gols numa mesma partida do Campeonato Italiano, e que permanece até os dias atuais.
No meio do ano de 1958, transferiu-se para o Napoli, onde teve excelente passagem nas três temporadas em que atuou pelo clube — marcou 27 gols em 68 jogos. Vestiu a camisa 10 no clube napolitano, número que viria a ser aposentado por Diego Maradona.
Entre 1961 e 1962, atuou pelo Padova. Em novembro do mesmo ano foi contratado pelo Milan, melhor time italiano à época, onde sagrou-se campeão da Copa dos Campeões da Europa (atual Liga dos Campeões da UEFA na temporada 1962–63.
Na temporada seguinte, jogou pelo Boca Juniors e atuou durante uma temporada pela equipe portenha.
De volta ao Brasil em 1964, assinou contrato com o São Paulo. Permaneceu no clube durante duas temporadas, no período de 1964 e 1965, atuando em 41 jogos e marcando um total de 25 gols.
Aos 31 anos, no ano de 1965, tentou novamente jogar no time de Vila Belmiro, ficando pouco tempo no elenco santista.
Já veterano, teve breve passagem pelo Bangu. Encerrou a carreira no Atlético Paranaense, em 1970, onde atuou ao lado de outros craques consagrados e campeões mundiais como Djalma Santos e Bellini.

### Como treinador
Após se aposentar dos gramados, Del Vecchio não teve tanto êxito na carreira de treinador.
No ano de 1984 treinou o Santos, vencendo uma, empatando outra e perdendo quadro partidas.
Em 1989, dirigiu o Barretos. Ainda trabalhou em clubes como Botafogo-PB, Internacional de Bebedouro, Inter de Limeira e Jabaquara.

## Vida pessoal
Descendente de italianos, filho do senhor Frank Del Vecchio e da senhora Alboccini, Emmanuele Del Vecchio nasceu na cidade de São Paulo, no bairro da Mooca. Depois de alguns anos, a família mudou-se para São Vicente e o jovem Emmanuele começou a se aventurar no futebol de praia.
Na década de 1950, já consagrado como jogador profissional, Del Vecchio vendeu um automóvel modelo Dodge 1939 conversível para Silvio Santos. O empresário, logo após chegar à região central de São Paulo, próximo do Largo do Arouche, revendeu o veículo e obteve um lucro na venda.

## Morte
Morreu no dia 7 outubro de 1995, aos 61 anos, em consequência de problemas intestinais decorrentes dos quatro tiros que levou em maio do mesmo ano, durante uma discussão com um ex-namorado de sua filha. Del Vecchio deixou três filhos: Victor Emmanuele, Maria Emmanuela e César Emmanuele.

## Títulos
Santos
- Campeonato Paulista: 1955 e 1956
- Torneio Internacional da FPF: 1956
- Taça Brasil: 1965
- Torneio Rio-São Paulo: 1966

Milan
- Taça dos Clubes Campeões Europeus: 1962–63

### Prêmios individuais
Santos
- Artilheiro do Campeonato Paulista de 1955 (27 gols)